# Franačka
Franačka (lat. Francia), također zvana Kraljevstvo Franaka i Franačko Kraljevstvo (lat. Regnum Francorum) ili Franačko Carstvo (lat. Imperium Francorum) bilo je najveće barbarsko kraljevstvo u zapadnoj Europi i tadašnja velesila uz Bizantsko Carstvo. Njime su u ranom srednjem vijeku vladale franačke dinastije Merovinga i Karolinga. Franačka je bila među posljednjim preživjelim germanskim kraljevstvima iz razdoblja velike seobe naroda.
Izvorni središnji franački teritoriji unutar Zapadnog Rimskog Carstva bili su blizu rijeka Rajne i Meuse na sjeveru, no vlast je proširena na područje današnje sjeverne Francuske. Tijekom dinastija Merovinga i Karolinga, Franačko Kraljevstvo bilo je velika sila. Nakon raznih ugovora i sukoba u kasnom 9. i ranom 10. stoljeću, Zapadna Franačka nastavila je biti srednjovjekovna Kraljevina Francuska, dok su Središnja i Istočna Franačka dospjele pod vlast nefranačke Otonske dinastije te postale jezgrom srednjovjekovnog Svetog Rimskog Carstva.

## Osnivanje
Rimski car Julijan Apostat ponovno je osnovao brodske veze na Rajni pod konrolom Franaka tijekom 355. – 358. i opet smirio Franke. Rim je dodijelio Francima veliki dio Galske Belgije (Gallia Belgica). Od toga trenutka Franci su postali federati Rimskog Carstva. Dozvoljeno im je naseljavanje na području carstva uz određene savezničke obveze prema carstvu. To područje gdje su se najprije naselili odgovara današnjoj Flandriji i Nizozemskoj južno od Rajne. Nizozemski jezik koji tu danas postoji je direktan nasljednik franačkog jezika. Tako su Franci postali prvi germanski narod kojemu je dopušteno da se stalno naseli na rimskom tlu.
Od toga područja Franci su se počeli širiti i na kraju su zauzimali većinu rimske Galije sjeverno od doline Loire i istočno od Vizigotske Akvitanije. Franci su u početku branili granice Rimskog Carstva kao saveznici. Tako su se tijekom velike invazije istočnogermanskih plemena 406. koji su prešli Rajnu, borili protiv napadača koji su prešli Rajnu čiji je saveznik bio Ostrogot Teodorik Veliki. Glavna invazija barbarskih napada je prošla ipak ispod doline Loire. U području Pariza rimska vlast je postojala sve do 486., čak desetljeće nakon pada cara u Ravenni, zahvaljujući savezništvu s Francima.

## Merovinzi
Vladavina ranih franačkih vladara Faramonda (419. – 427.) i Klodija (427. – 447.) više su mit nego činjenica i njihova povezanost s Merovinzima je upitna. Grgur spominje Klodija kao prvog kralja koji je započeo osvajanje Galije zauzevši Camaracum (Cambrai) i proširio franačke granice južno od Somme (za to je vjerojatno trebalo vremena). Sidonije kaže da je Flavije Aecije iznenadio Franke i otjerao ih nazad (vjerojatno 431.). To vrijeme biva početak situacije koja će trajati stoljećima - Franci će postati vladari nad brojnim Galo-Rimljanima. 451. Flavije Aecije je pozvao svoje germanske saveznike da se rimsko tlo obrani od Huna i Atile. Odazvali su se Salijski Franci, dok su se Ripuarski Franci borili na obje starne jer je dio njih živio izvan carstva. Merovej je vjerojatno bio sin Klodija, a naslijedio ga je Hilderik I. čiji je grob pronađen 1653. i u njemu prsten koji ga potvrđuje kao kralja Franaka.
Merovinzi su bili prilično lijeni te zapravo i nisu vladali. Pravi vladar je u biti bio zapovjednik palače (majordom). On je bio vladar koji se bavio kraljevstvom. Merovinzi su kraljevi samo po imenu, koji su uživali biti kraljevi, samo ne biti odgovorni. U pravilu, majordomi su vodili Franke u rat. Merovinzi su bili korumpirani te su propali pa je došla nova dinastija.
Ime same dinastije dolazi od Meroveja koji je vladao Salijskim Francima od 447. do 457. godine. Dinastiju Merovinga je utemeljio  Klodvig koji je ujedinio Franke, a potom ostvario značajne pobjede nad Vizigotima, Sasima i Alemanima. Vladali su svim Francima od 481. do 751. godine. Posljednji merovinški kralj bio je Hilderik III. Kraljevi se nisu šišali jer su verovali da moć čoveka potiče iz njegove kose(što je dužu kosu čovek imao to je bio moćniji)

## Karolinzi
Karolinško kraljevstvo počinje u studenom 751. kada je Pipin Mali zbacio posljednjeg merovinškog kralja Hilderika III. Pipin Mali je bio majordom i sin slavnog majordoma Karla Martela, koji je spasio Europu od islamske invazije i koji je ponovno ujedinio Franačku. Pipin Mali je postao izabrani kralj Franačke uz papin blagoslov i podršku vodećih ljudi Franačke. Po germanskim zakonima kralj je zavisio od podrške vodećih ljudi. Ako kralj nije zadovoljavao vodeći klan, birao bi se novi kralj. Iako su kasnije kraljevi postali nasljedni, ipak su čak sve do 1806. postojali izbori za kralja u Svetom Rimskom Carstvu.
Pipin Mali ulazi 756. u savez s papom Stjepanom II., koji predstavi kralju kopiju krivotvorine Konstantinova darovnica u Parizu te na velikoj ceremoniji u bazilici Saint-Denis proglašava Pipina Malog i njegovu obitelj "zaštitnicima Rima" (patricius Romanorum). Pipin Mali zatim otima 755. Ravenski egzarhat, koji su prethodno osvojili Langobardi i ne vraća ga Bizantu kojemu je pripadao prije osvajanja Langobarda, nego ga predaje papi kao protuuslugu. Pipin Mali daruje papi sva preoteta područja oko Rima omogućivši stvaranje papinske države u obliku Pipinove darovnice koja položena na grobu Sv. Petra. Papa je imao dobar razlog očekivati ponovnu uspostavu stabilne franačke monarhije koja će omogućiti novu ravnotežu snaga i novi svjetski poredak s njim na čelu.

## Karlo Veliki
Poslije smrti Pipina Malog 768. dva njegova sina Karlo i Karloman su podijelili Franačku. Među njima je bilo neslaganja, ali Karloman je umro 771., tako da cijelo kraljevstvo ostaje u rukama Karla Velikog. Karlo Veliki, snažan i inteligentan, uspostavlja ravnotežu vlasti između pape i careva. Od 772. pa nadalje Karlo Veliki je osvojio Sasku, koja postaje dio Franačke. Od sredine 8. stoljeća brojni franački misionari su pokrštavali po Saskoj dolazeći u sukob sa Sasima.
U Saskoj je Karlo Veliki izvodio vojne operacije i kad bi Sasi tražili pregovore od njih je zahtjevano da se pokrste, tj. da prime kršćanstvo. Saski vođa pobune Vidukind pristao se 785. pokrstiti. Još je bilo vođa koji su se nastavili i dalje boriti. Poslije Karlove pobjede nad Sasima 787. tisuće saskih pogana je pobijeno. Poslije još nekoliko pobuna Sasi su konačno poraženi 804. Tako se Franačka raširila do rijeke Labe. Da bi lakše pokrštavao Sase, Karlo Veliki osniva nekoliko biskupija: Bremen, Münster, Paderborn i Osnabrück.
U isto vrijeme Karlo Veliki je porazio Langobarde i osvojio je sjevernu Italiju. Pri tome je ponovio da papinstvo ima franačku zaštitu. Bavarski vojvoda Tasilo se 788. pobunio protiv Karla Velikog. Poslije razbijanja pobune Bavarska postaje dio Franačke. Do 796. Karlo je raširio svoje kraljevstvo do Austrije i dijelova današnje Hrvatske. U Španjolskoj Franačka se prostirala do rijeke Ebro.
Na Božić 25. prosinca 800. papa je okrunio Karla Velikog za cara Svetog Rimskog Carstva. Ta ceremonija je Karlu Velikom formalno priznala nasljedstvo nad Zapadnim Rimskim Carstvom. Bizant se s time nije slagao, jer su pape svoj politički autoritet zasnivale na falsificiranom dokumentu. Karlo Veliki je ipak sebe češće zvao "kralj Franaka i Langobarda". Bizant je tek 812. priznao Karla Velikog kao vladara Rimskog Carstva.

### Sukob s Bizantom
800. godine Papa je proglasio Karla Velikog carem Zapadnog Rimskog Carstva. To je prouzročilo franački sukob s Bizantom. Sukob koji se odvijao oko granica u Grčkoj. Sukob je okončan 812. mirovnim sporazumom u Aachenu.

### Podjela Franačke i Verdunski sporazum
Karla Velikog je zamijenio 814. njegov sin Ludovik I. Pobožni, koji daje dijelove Franačke na upravu svojim sinovima, a najstarijeg sina Lotara I. proglašava 823. za suvladara. Ostala dva nezadovoljna sina započinju bratoubilački rat, koji se okončava tek 843. Verdunskim sporazumom. Verdunskim sporazumom carstvo se dijeli na tri dijela:
1. Karlo Ćelavi dobiva područje zapadno od rijeka Rajne i Rhone
2. Ludvig Njemački dobiva područje istočno od Rajne
3. Lotar I. dobiva sjever Italije i pojas između Rhone i Rajne od Sjevernog mora do Sredozemlja